# Carl Johan Edvard Gustavson
Carl Johan Edvard Gustavson, vanligen omnämnd som C.J.E. Gustavson, född 10 januari 1815 i Helsinge socken, död 1 november 1868 i Helsingfors, var en finländsk arkitekt.
Gustavson, som var son till fanbäraren Erik Johan Gustavson och Gustava Margareta Zeyerling, blev elev vid Helsingfors trivialskola 1826, vid Intendentkontoret 1829, dimitterades privat och inskrevs vid Helsingfors universitet 1831. Han var bergskadett 1836–1837, tillförordnad tredje konduktör vid Intendentkontoret 1843, ordinarie 1846, sekreterare där 1847 och länsarkitekt i Vasa län 1849, men avsattes vid årsskiftet 1851/1852 från sistnämnda befattning på grund av tredska (han efterträddes 1853 av Carl Axel Setterberg).
Gustavson ritade bland annat Johan Ludvig Runebergs hem i Borgå.